# Agrostis dispar
Agrostis dispar é uma espécie de gramínea do gênero Agrostis, pertencente à família Poaceae.